# Cayo Junio Bubulco Bruto
Cayo o Gayo Junio Bubulco Bruto  fue un militar y político romano, cónsul en 317 a. C., 313 a. C., fecha de la fundación de Saticula, y  311 a. C.
Fue magister equitum del dictador Cayo Sulpicio Longo en 312 a. C. y no el dictador, como lo llama erróneamente Tito Livio.
Durante su tercer consulado, llevó la guerra contra los samnitas con gran éxito. Recuperó Cluvia, que los samnitas habían arrebatado a los romanos, y desde allí marchó sobre Boviano, de que también se apoderó. En su regreso de Boviano, fue sorprendido en un paso estrecho por los samnitas, pero, después de una dura batalla, obtuvo una gran victoria sobre ellos y mató a 20 000 enemigos. Debe haber sido en esta ocasión que prometió un templo a la diosa Salud que luego dedicó durante su dictadura. Como consecuencia de esta victoria, obtuvo el honor de un triunfo.
En 309 a. C. fue magister equitum del dictador Lucio Papirio Cursor, y en 307 a. C. obtuvo la censura junto con Marco Valerio Máximo Corvino, durante la cual inició la construcción del templo de la Salud, como había prometido en su consulado y, junto a su colega, ejecutó la construcción de caminos a expensas públicas. También expulsaron a Lucio Annio del Senado por haber repudiado a su esposa.
Por último, en 302 a. C., fue nombrado dictador, cuando los ecuos reanudaron la guerra y se temía un levantamiento general de las naciones vecinas. Bubulco derrotó a los ecuos en el primer encuentro y volvió a Antigua Roma al cabo de siete días, pero no dejó su dictadura hasta que dedicó el templo de la Salud. Las paredes de este templo fueron adornadas con pinturas de Cayo Fabio Pictor, que probablemente representan la batalla que había ganado a los samnitas. El festival para conmemorar la dedicación de este templo se celebró en época de Cicerón en las nonas de sextilis.